# Abdurrahman Nureddin Pascha

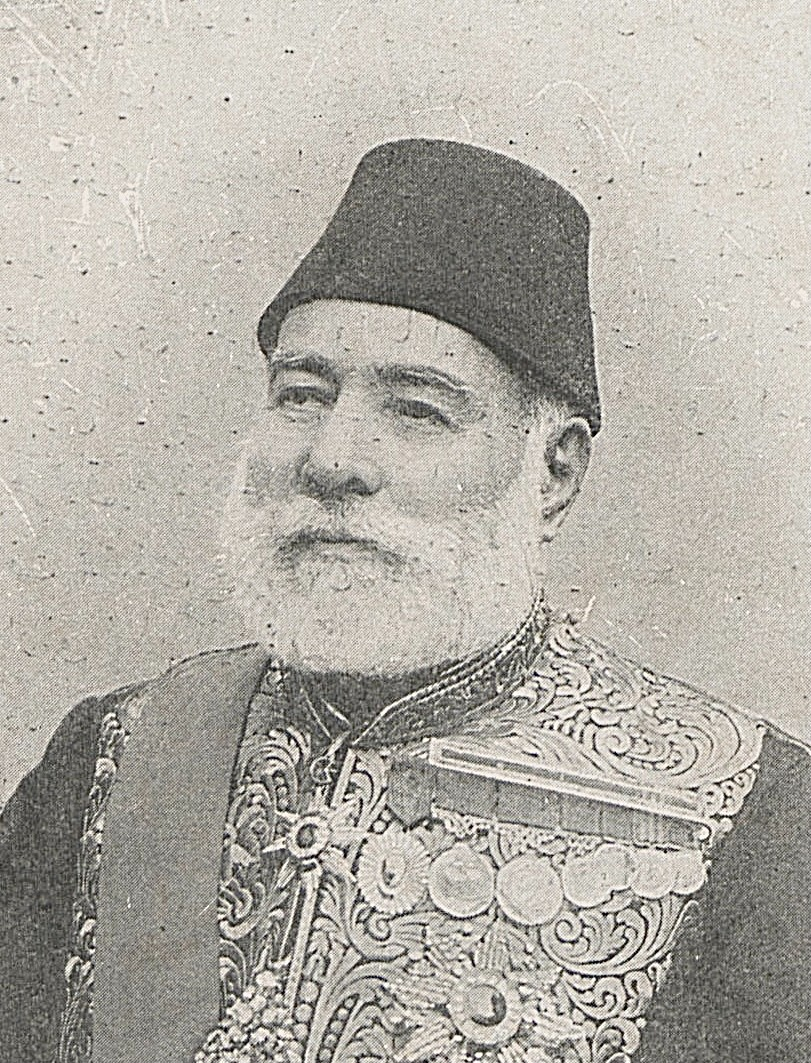
Abdurrahman Nureddin Pascha (1910)

Abdurrahman Nureddin Pascha (* 1833 in Kütahya; † 28. Juli 1912 in Istanbul) war ein osmanischer Staatsmann und Großwesir des Osmanischen Reiches.

## Leben
Abdurrahman Nureddins Vorfahren waren Germiyaniden aus der Region um Kütahya. Abdurrahman Nureddin wurde 1833 als Sohn des Kütahyalı Hacı Ali Paşa in der Provinzhauptstadt geboren. Der Vater war hoher Beamter und unter anderem Wālī von Dschidda und Damaskus. Abdurrahman Nureddin erhielt seine Ausbildung bei Privatlehrern und diente dann seinem Vater als Kethüda (Adjutant) und Kâtib (Schreiber). Im Jahr 1863 wurde er Kaymakam von Şumnu, 1865 Mutasarrıf von Warna und 1867 von Niş, wo er fünfeinhalb Jahre blieb. 1872 wurde er in den Rang eines Wesirs erhoben und Wālī in Prizren im Kosovo. Kurz war er Provinzgouverneur im Vilâyet Tuna und in Ankara. Am 18. Juli 1875 ernannte man ihn zum Gouverneur von Bagdad und zum Oberbefehlshaber der 6. Armee. Im April 1877 wurde Abdurrahman Nureddin kurz Gouverneur von Diyarbekir. Mitte Februar 1879 wurde er erneut Gouverneur von Bagdad, aber schon Anfang November 1880 erneut abgesetzt.
Am 2. Mai 1882 berief ihn Sultan Abdülhamid II. gegen seinen Willen zum Großwesir, doch Abdurrahman Nureddin reichte schon nach zwei Monaten seinen Rücktritt ein, weil er über zu wenig Erfahrung mit der Verwaltung der Hohen Pforte verfügte, aber wohl auch aus religiösen Gründen, weil er dem Sufismus um den Khalidiyya-Arm der Naqschbandīya nahestand.
Wohl auf Betreiben seines Nachfolgers, Mehmed Said Pascha wurde Abdurrahman Nureddin Pascha erneut als Gouverneur nach Diyarbekir geschickt, was er als Akt der Ungnade empfand, worauf er nach einer Beschwerde nach Kastamonu versetzt wurde. Dann war er Wālī von Aydın und Edirne. Von 1895 bis 1908 fungierte er als Justizminister. Im Jahr 1901 berief der Sultan Abdurrahman Nureddin erneut zum Großwesir, doch der widersetzte sich der Berufung, indem er die unerfüllbare Forderung stellte, der Palast müsse sich aus der Amtsführung der Hohen Pforte heraushalten.
Nach Wiedereinsetzung der Verfassung von 1876 im Rahmen der zweiten osmanischen Verfassungsperiode ging Abdurrahman Nureddin Pascha in den Ruhestand.  Er starb am 7. August 1912 in Istanbul.